# 何健彬
何健彬（1993年2月18日—），广东新会人，中国男子游泳运动员。其母亲郭华英曾是仰泳的全国纪录保持者，亦曾代表中国参加洛杉矶奥运会。

## 生平
何健彬的母亲郭华英曾是国家游泳隊成員，但她起初并不希望儿子走她的舊路。直到他小学5年级時，新会举行一次游泳比赛，何建彬因运动员不够而凑数报名，卻竟然輕鬆拿了冠軍；此後，何母的想法才有了改变，將他插班送进江门市体校。在体校練了半年，何建彬就入選省队，正式开始运动员生涯。
2012年，何健彬代表中国出戰英國倫敦舉行的奥林匹克运动会游泳比賽男子100米背泳、4×100米自由泳接力及4×100米混合泳接力賽事，均遭淘汰。